# Arnold t'Kint de Roodenbeke
Le comte Arnold t'Kint de Roodenbeke, né le 1er mai 1853 à Gand et mort le 10 août 1928 à Bachte-Maria-Leerne est un avocat, diplomate et homme d'État belge du Parti catholique.

## Biographie
Arnold François Marie t'Kint de Roodenbeke, né le 1er mai 1853 à Gand, est le fils du diplomate, consul et président du Sénat Henri t'Kint de Roodenbeke (1817-1900) et de Zoé-Isabelle de Naeyer (1818-1894). En 1882, il épouse Isabel Francisca de Borja de Silva y Borchgrave d'Altena (1857-1940) qui lui donne deux enfants, Marie (1885-1929) et Jean (dit Juan) (1886-1954).
Il fait des études secondaires chez les Jésuites au Collège Saint-Michel et à l'Institut Saint-Louis de Bruxelles. Il étudie ensuite à l'Université catholique de Louvain et obtient le diplôme de docteur en droit  en 1874. 
De 1874 à 1900, il est avocat près la Cour d'appel de Gand. 
Il prend la succession de son père dans la promotion du mouvement mutualiste en Belgique. Il devient ainsi président de la Commission permanente des sociétés mutualistes. Il était également président de la Société belge d'économie sociale et membre de la Caisse d'épargne et de retraite. 
À plusieurs reprises, il est envoyé à l'étranger, chargé de missions diplomatiques extraordinaires pour le compte de la famille royale : à La Haye en 1872, à Berlin en 1890, en Saxe en 1905 et en Espagne en 1910 . 
En 1890, il est avec Victor Jacobs le représentant de la Belgique à la Conférence de Berlin (1890) concernant le règlement du travail dans les établissements industriels et dans les mines.
Il a une longue carrière politique. Celle-ci débute en 1878 quand il est élu au conseil provincial de la Flandre orientale jusqu'en 1891 qu'il quitte quand il est élu à la Chambre des représentants. Au niveau local, il est élu conseiller communal de Bachte-Maria-Leerne en 1883 et nommé bourgmestre de 1884 à 1921. Il est élu député de l'arrondissement de Eeklo de 1891 à 1900 en remplacement de Bruno Kervyn de Lettenhove, puis sénateur de l'arrondissement de Gand-Eeklo de 1900 à 1928. En 1911, il devient vice-président du Sénat, qu'il préside entre le 14 novembre 1922 et le 10 août 1928.
Il décède le 10 août 1928 dans son château d'Ooidonck à Bachte-Maria-Leerne et est inhumé au cimetière de Bachte-Maria-Leerne.

## Titres et distinctions
Baron par naissance, il reçoit concession du titre de comte en 1900 à la mort de son père.
Les distinctions suivantes lui ont notamment été décernées :
- Grand cordon de l'ordre de Léopold (en avril 1925) ;
- Membre du Tiers-Ordre franciscain.